# Teknikens Värld
Teknikens Värld (deutsch „Welt der Technik“) ist eine 1948 gegründete Automobilzeitschrift und gehört zu den auflagenstärksten schwedischen Zeitschriften in diesem Segment. Sie wird von Bonnier Tidskrifter – einem Tochterunternehmen des Bonnier-Konzerns – herausgegeben und erscheint zweiwöchentlich.

## Geschichte
Die Zeitschrift wurde 1948 gegründet und enthielt Artikel über Themen wie Autos, Motorsport, Flugzeuge und Rakete. Später konzentrierte man sich auf Autos und berichtete viel über Motorsportrennen, vor allem die Formel 1 in der Ronnie Peterson in den 1970er Jahren erfolgreich war. 1996 publizierte man Bilder des neuen Saab 9000 (realisiert 1997 als Saab 9-5), fotografiert in einem Lagerlokal am Flughafen Stockholm/Arlanda. Die Konzernmutter General Motors drohte mit einer Schadensersatzklage, die Zeitung wurde jedoch unter anderem vom Vorwurf der Industriespionage freigesprochen.
1997 führte der damalige stellvertretende Chefredakteur der Teknikens Värld, Robert Collin, einen sogenannten Elchtest mit der neuen Mercedes-Benz A-Klasse bei Stockholm durch. Das Auto kippte um, was Mercedes veranlasste das damals nur in Oberklassewagen verwendete ESP einzubauen. Die Technik erhielt dadurch einen Bekanntheitsschub und wurde in immer mehr Autos eingebaut.
Die Website von Teknikens Värld ging 2002 online, heute gehört sie zu den meistbesuchten schwedischen Autoseiten. Neben der zweiwöchentlich erscheinenden Zeitschrift gibt es Spezialausgaben zu verschiedenen Marken und andere Publikationen rund um das Thema Auto.

## Auflagenstatistik
Die Auflage der Teknikens Värld sinkt seit Jahren, von 59.100 Exemplaren im Jahr 2002 auf 40.200 im Jahr 2011.
| Jahr | Auflage | Reichweite |
| ---- | ------- | ---------- |
| 2002 | 59.100  | 342.000    |
| 2003 | 56.700  | 320.000    |
| 2004 | 57.700  | 323.000    |
| 2005 | 55.700  | 316.000    |
| 2006 | 54.700  | 307.000    |
| 2007 | 56.800  | 311.000    |
| 2008 | 48.100  | 300.000    |
| 2009 | 43.800  | 277.000    |
| 2010 | 43.400  | 264.000    |
| 2011 | 40.200  | 257.000    |